# 七条信方
七条信方（しちじょう のぶかた、延宝5年（1677年）1月12日 - 享保14年（1729年）3月7日）は、江戸時代中期の公卿。初名は七条氏秀。

## 官歴
- 宝永3年（1706年）：従五位上、侍従
- 宝永5年（1708年）：左少将、中宮少進
- 宝永6年（1709年）：正五位下
- 正徳3年（1713年）：従四位下
- 享保2年（1717年）：左中将、従四位上
- 享保5年（1720年）：正四位下
- 享保8年（1723年）：従三位

## 系譜
- 実父：水無瀬兼豊（町尻兼量）
- 養父：七条隆豊
- 子：七条信全